# 世紀を越えて
『世紀を越えて』（せいきをこえて）は、1999年1月から2000年12月にかけてNHKスペシャル枠で放映されたドキュメンタリー番組。全45回の超大型シリーズ。

## 概要
21世紀を目前に控えた人類の姿を国際的に取材しつつ、20世紀文明が残した数々の功罪に多角的に迫り、21世紀に向けての人類の課題を探ってゆく。番組構成に示すように、テーマ別に複数のタームに分かれた構成を取っている。
オープニングでの戦争や爆破テロなどのクロスカッティング映像と共に流れる、アディエマスが手がけたテーマ曲「世紀を越えて / Beyond The Century」は、日本でアディエマスが広く知られるきっかけになり、また2000年3月に東芝EMI（現：EMIミュージック）が発売したコンピレーションCD『〜the most relaxing〜 feel』の1曲目にも収められている。その他の番組中の音楽は、本多俊之・千住明・cobaが作曲。
ナレーションは松平定知アナウンサー。合間にコラムが挟まれ、ここではcobaの楽曲と上田早苗アナウンサーのナレーションとなる。
番組用に作られた音楽はCDとして発売されたが、他社から使用した映像が多すぎる為、番組映像を販売する計画は無い。
また、毎月『ETV特集』および『ETV2000』にて『「世紀を越えて」を読む』と題した特集が放送された。ここでは放送内容から更にテーマを絞り、再放映のあとゲストの専門家と共に読み解いてゆく。司会は町永俊雄アナウンサー。

## 番組構成

### プロローグ
- 1999年1月23日　プロローグ 20世紀 欲望は疾走した
  - 第1章 大量生産システムの完成
  - 第2章 化学物質の氾濫
  - 第3章 繁栄の中の不安
  - 第4章 電脳社会スピードへの欲望
  - 終章 【いのち】の大量生産は始まるのか

### 地球 豊かさの限界
- 1999年1月24日　第1集 一頭の牛が食卓を変えた
- 1999年1月31日　第2集 大地はどこまで人を養えるか
- 1999年2月21日　第3集 それはDDTから始まった
- 1999年2月28日　第4集 欲望のアマゾン
- 1999年3月21日　第5集 未知の恐怖 CO2との戦い
- 1999年3月28日　第6集 ゴミの逆襲 氾濫から脱出できるか

### 世界 ビッグパワーの戦略
- 1999年4月18日　第1集 企業革命（ゼネラル・エレクトリック）
- 1999年4月25日　第2集 特許で世界を制覇せよ
- 1999年5月16日　第3集 中国 巨大市場へのうねり
- 1999年5月23日　第4集 NGO 超国家ネットワークの挑戦
- 1999年6月20日　第5集 ハリウッド史上最大の映画帝国
- 1999年6月27日　第6集 マネーの嵐が駆け抜ける（タイ・アジア通貨危機）

### 戦争 果てしない恐怖
- 1999年7月18日　第1集 戦場の革命（最新兵器とコソボ紛争取材）
- 1999年7月25日　第2集 世界は誰が守るのか 国連の試練
- 1999年8月22日　第3集 核兵器 機密映像は語る
- 1999年8月29日　第4集 地雷 無差別兵器の残酷（対人地雷全面禁止条約）

### 絆 ともに生きる
- 1999年9月19日　第1集 介護が未来にのしかかる
- 1999年9月26日　第2集 老人パワー 幸せへの挑戦
- 1999年10月24日　第3集 ウーマン 豊かな国の静かな革命（アメリカのシングルマザー）
- 1999年10月29日　第4集 男と女 多様化する結婚のかたち
- 1999年11月21日　第5集 サラリーマン選別の時代が始まった
- 1999年11月28日　第6集 異邦人たちのニッポン 多国籍社会へ

### クライシス 突然の恐怖
- 2000年1月23日　第1集 巨大ハリケーン襲来 そのとき危機管理は（FEMA）
- 2000年1月30日　第2集 電脳社会 闇の侵入者（ハッカー）
- 2000年2月20日　第3集 細菌の逆襲 抗生物質が効かない（バンコマイシン耐性腸球菌）
- 2000年2月27日　第4集 未知なるウイルスの襲撃
- 2000年3月12日　第5集 墜落 巨大システムの死角（航空機事故）
- 2000年3月26日　第6集 テロリズム 無差別殺人の戦慄

### いのち 生老病死の未来
- 2000年4月23日　第1集 人体改造時代の衝撃
- 2000年4月30日　第2集 遺伝子診断 新しい予知医療の光と影
- 2000年5月21日　第3集 脳死移植 生と死の問いかけ
- 2000年5月28日　第4集 トラウマ・心の傷
- 2000年6月11日　第5集 がんと闘う 患者主役の治療へ
- 2000年6月17日　第6集 自分らしく死にたい 安楽死が問いかける生と死

### テクノロジー あくなき挑戦
- 2000年8月20日　第1集 摩擦の壁を打ち破れ（トロイダルCVTに至るまで）
- 2000年8月27日　第2集 驚異の超微小マシン
- 2000年9月10日　第3集 疾走 人間の限界に挑む（科学とスポーツ）
- 2000年10月15日　第4集 ロボット どこまで人間に近づけるのか
- 2000年10月22日　第5集 インターネット 公開技術の衝撃

### 未来世代
- 2000年11月19日　第1集 市民が学校を創る・アメリカの試み（チャーター・スクール）
- 2000年11月26日　第2集 シリコンバレーの挑戦者

### エピローグ
- 2000年12月24日　エピローグ1 戦争 果てしない恐怖
- 2000年12月25日　エピローグ2 いのち 生老病死の未来
- 2000年12月26日　エピローグ3 欲望社会 市場はどこまで拡大するのか

## サウンドトラック
- NHKスペシャル 世紀を越えて - オリジナル・サウンドトラック
  - テーマ曲：世紀を越えて（Beyond The Century） - アディエマス（作曲家のカール・ジェンキンスとヴォーカルのミリアム・ストックリーによる合作）